# Anișoara Minea
Anișoara Minea (nacida Anișoara Sorohan, Târgu Frumos, 9 de febrero de 1963) es una deportista rumana que compitió en remo.
Participó en los Juegos Olímpicos de Verano, obteniendo dos medallas, oro en Los Ángeles 1984 (cuatro scull con timonel) y bronce en Seúl 1988 (cuatro scull).
Ganó dos medallas en el Campeonato Mundial de Remo, en los años 1985 y 1986.

## Palmarés internacional
| Juegos Olímpicos   | Juegos Olímpicos             | Juegos Olímpicos  | Juegos Olímpicos         |
| Año                | Lugar                        | Medalla           | Prueba                   |
| ------------------ | ---------------------------- | ----------------- | ------------------------ |
| 1984               | Los Ángeles (Estados Unidos) | Medalla de oro    | Cuatro scull con timonel |
| 1988               | Seúl (Corea del Sur)         | Medalla de bronce | Cuatro scull             |
| Campeonato Mundial |                              |                   |                          |
| Año                | Lugar                        | Medalla           | Prueba                   |
| 1985               | Malinas (Bélgica)            | Medalla de bronce | Cuatro scull             |
| 1986               | Nottingham (Reino Unido)     | Medalla de plata  | Cuatro scull             |